# Marmecke
Marmecke ist ein Dorf mit rund 350 Einwohnern, das zentral in der Gemeinde Kirchhundem im Kreis Olpe (Nordrhein-Westfalen) liegt.

## Geografie
Der Ort liegt in einer Talmulde des Marmeckebachs. Die ortsnahe Landschaft wird von Grünland geprägt, während in den höheren Regionen Fichtenhochwald überwiegt.
Die nächstgelegenen Orte sind Rinsecke 1 km und Oberhundem 2 km östlich, Böminghausen 1 km westlich und Würdinghausen 2 km nordwestlich.

## Geschichte
In dem Namen Marmecke stecken die Begriffe mar bzw. march = Pferd und mecke/becke = Bach. Der Bach und später auch das Tal und der Ort wurden demnach früher Pferdebach genannt, eine plausible Ergänzung zum benachbarten Rinsecke = Rinderbach.
Die älteste urkundliche Erwähnung Marmeckes geht auf das Jahr 1427 zurück.
Eine Kapelle ist in Marmecke bereits Anfang des 17. Jahrhunderts bezeugt. In ihr wurde bis zum Jahr 1859 auch Schulunterricht erteilt. Die heutige Kirche St. Antonius Einsiedler wurde 1903 errichtet.
Um das Jahr 1700 wurde in Marmecke eine Winterschule eingerichtet, die elf Kinder besuchten. Als Lehrer wurden Handwerker oder andere des Lesens, Schreibens und Rechnens etwas bewanderte Personen verdingt. Ab 1820 gab es einen fest angestellten Lehrer und ab 1859 sogar ein eigenes Schulhaus mit Lehrerwohnung. 1908 wurde schließlich ein neues Schulhaus erbaut, in dem bis zur Auflösung der Schule im Jahr 1966 der Unterricht stattfand.

## Infrastruktur
Marmecke liegt an der Kreisstraße K 22 und wird von der Buslinie R36 der Verkehrsbetriebe Westfalen-Süd mehrmals täglich bedient.
Die Marmecker Kinder besuchen die Grundschule in Heinsberg oder Kirchhundem und später die weiterführenden Schulen in Kirchhundem und der Nachbargemeinde Lennestadt.

## Persönlichkeiten
- Georg Jöstingmeier (1905–1994), Politiker (CDU) und Landtagsabgeordneter, kurzzeitig Bürgermeister von Marmecke
- Kerstin Szymkowiak (* 1977), Skeletonfahrerin und Olympiateilnehmerin, stammt aus Marmecke